# Anguille électrique
Electrophorus electricus
Espèce
Statut de conservation UICN

 LC  : Préoccupation mineure
L'Anguille électrique (Electrophorus electricus) est une espèce de poissons d'eau douce du Nord de l'Amérique du Sud, du bassin de l'Orénoque à celui de l'Amazone. Ce poisson peut atteindre 2,5 m et peser 20 kg.
Malgré son nom et en dépit de sa ressemblance aux vraies anguilles, l'Anguille électrique n'appartient pas à l'ordre des Anguilliformes mais à celui des Gymnotiformes et à la famille des Gymnotidae (certains le classent dans une famille à part, les Electrophoridae). Elle a longtemps été considérée comme la seule espèce du genre Electrophorus, jusqu'à ce qu'une étude publiée en 2019 révèle l'existence de deux autres espèces, E. voltai et E. varii, qui se différencient d'E. electricus par des caractères morphologiques, génétiques et écologiques.

## Organe électrique
Les poissons « électriques » intriguent les biologistes et certains physiciens depuis longtemps : des médecins égyptiens utilisaient une raie électrique pour soigner l'épilepsie ; Faraday a utilisé des anguilles pour étudier la nature de l'électricité ; l'étude anatomique d'anguilles a contribué à aider Volta à créer sa première pile électrique ; c'est l'une des motivations du séquençage complet du génome de l'anguille électrique par l'Université de Wisconsin-Madison, qui a été achevé à l'été 2014.
L'anguille électrique présente la particularité de posséder des organes électriques (plaque électrique) dans la partie postérieure. Ces derniers peuvent atteindre 80 % de sa masse. Elle est capable d'envoyer des décharges électriques d'une tension allant de 50 millivolts à 860 volts, le champ électrique est d'environ 200 V par 30 cm (c'est-à-dire 600 V m−1) qui peuvent paralyser un cheval (susceptible de se noyer) ou tuer un être humain (électrocution),. Certaines de ces décharges ont atteint un record de plus de 860 V pour un courant de 2 A. Sa peau l'isole de ses propres décharges. Elles utilisent ces décharges pour se défendre ou comme moyen de prédation. Une anguille électrique de 2 m peut produire une tension qui peut atteindre 860 volts, soit près de quatre fois celle d'une prise de courant domestique.
Trois types de décharges électriques existent : 
1. des impulsions basse tension qui servent à la détection de l'environnement ;
2. de courtes séquences, de deux ou trois impulsions à haut voltage durant chacune quelques millisecondes (appelés doublets ou triplets), durant la chasse ;
3. des salves de haute tension, des impulsions à haute fréquence au moment de la capture d'une proie ou de défense contre un animal ou objet jugé menaçant.

Selon Kenneth Catania (après neuf mois d'étude sur les décharges électriques à haute tension), le système est « étrangement similaire à un Taser ».
Elles utilisent aussi des décharges électriques continues d'une plus faible tension (environ 10 V) pour s'orienter dans l'eau boueuse, localiser et/ou neutraliser des proies ou prédateurs ainsi que pour trouver des partenaires sexuels.
Les mouvements de cette espèce sont très rapides : il suffit d'environ un dixième de seconde pour qu'un ver ou un petit poisson, lui-même paralysé en quelques dixièmes de seconde, soit gobé.

## Reproduction
La période de reproduction a lieu entre septembre et décembre.
Les mâles construisent des nids au moyen de leur salive à base de plantes aquatiques et protègent les œufs, puis les alevins. Ces derniers ont une taille d'environ 10 cm après l'éclosion. L'anguille électrique peut pondre jusqu'à 17 000 œufs.

## Physiologie

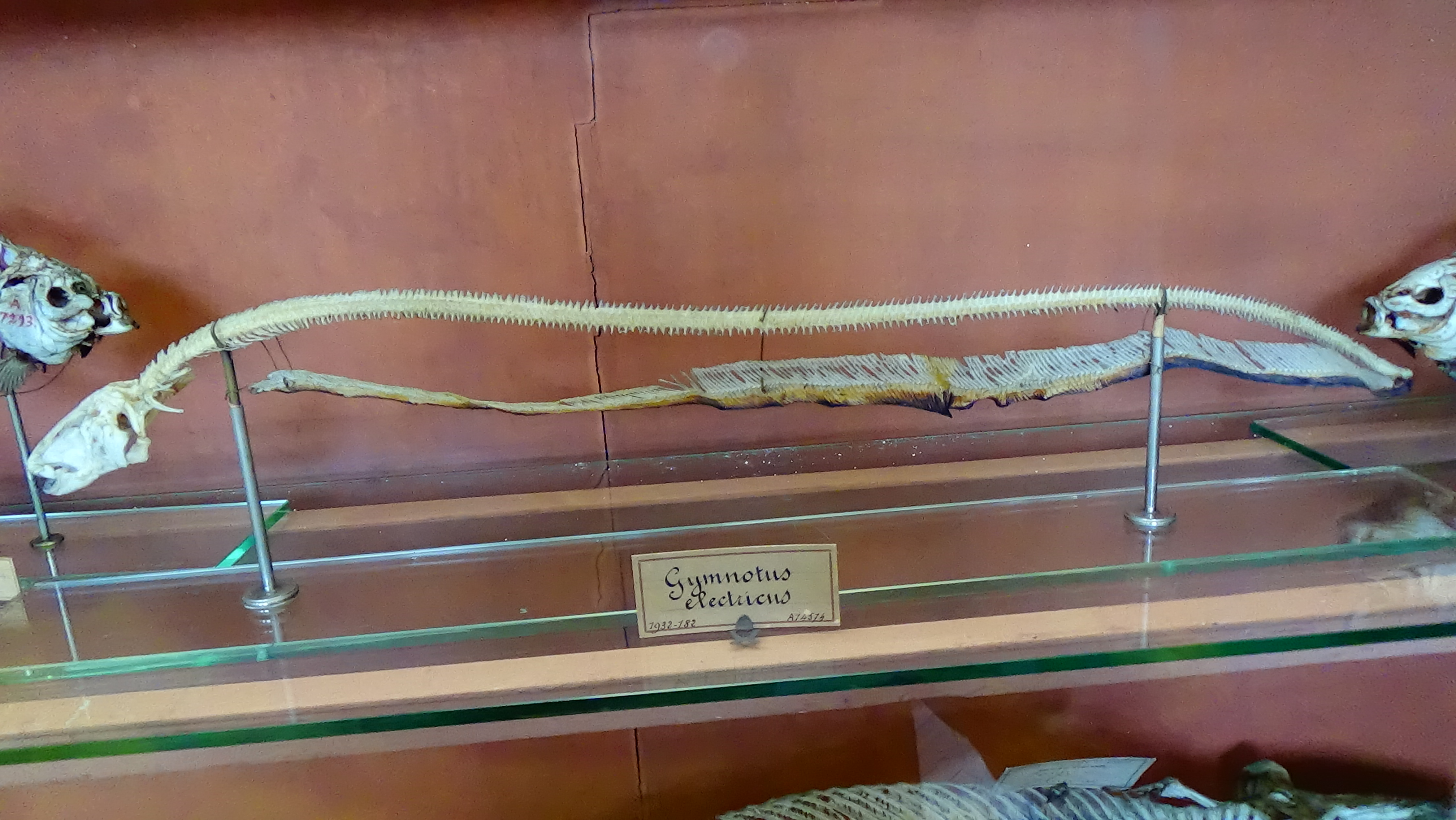
Electrophorus electricus - squelette conservé au MNHN de Paris

L'anguille électrique ne possède pas de nageoires dorsale, caudale ou pelviennes. Toutefois, elle possède une longue nageoire anale.

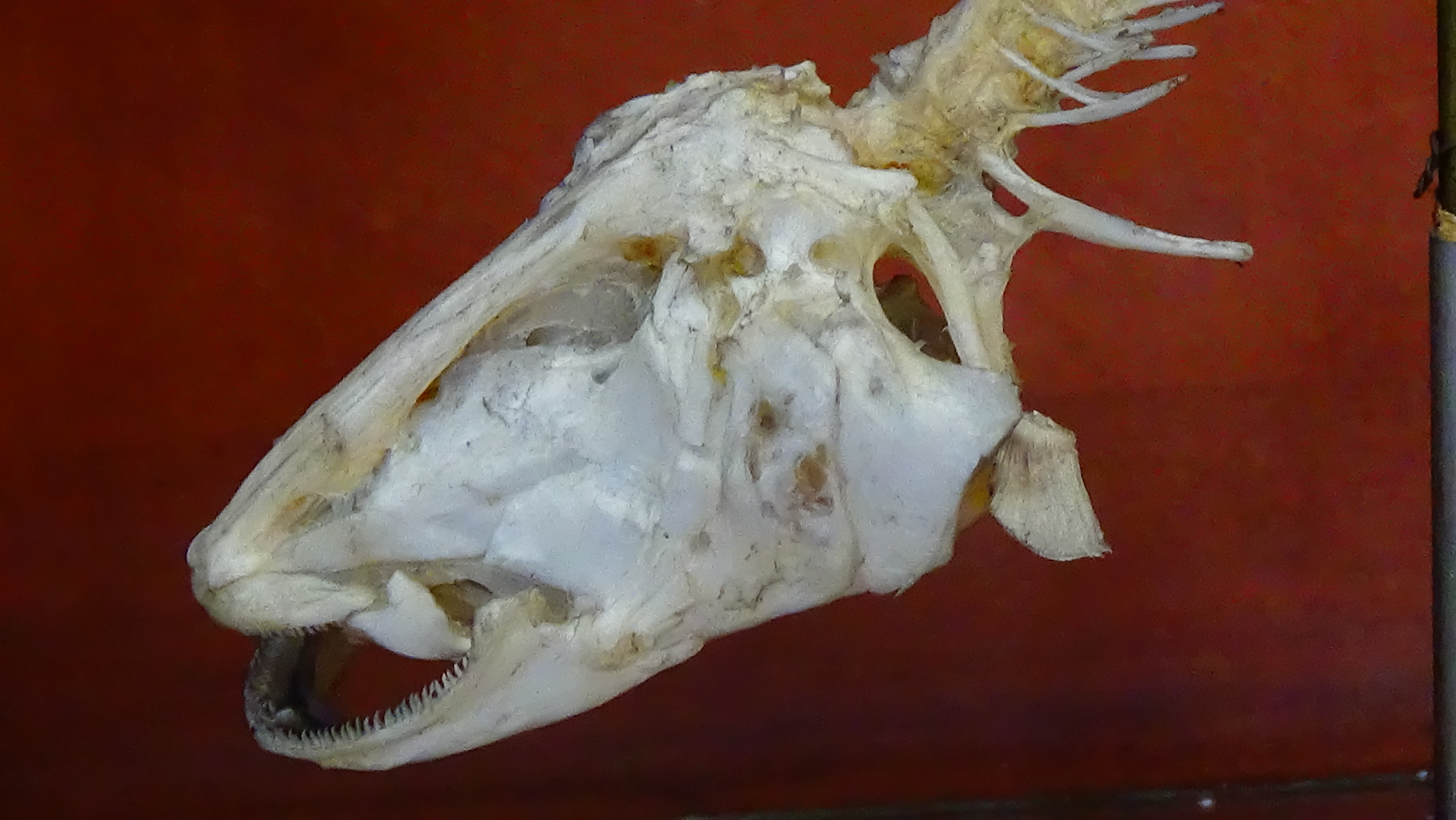
Tête de Electrophorus electricus - squelette conservé au MNHN de Paris.

Bien qu'elle possède des branchies, elle doit remonter périodiquement à la surface pour gober de l'air et c'est dans sa bouche richement vascularisée que se font les échanges gazeux. Ces caractéristiques lui permettent de réaliser des trajets sur la terre ferme et de se contenter d'eaux pauvres en oxygène.
Elle n'a guère de prédateurs et n'est pas d'un grand intérêt pour les populations, les chocs électriques pouvant survenir jusqu'à huit heures après sa mort.
C'était jusqu'à 2019, la seule espèce du genre Electrophorus. Bien que de la même famille que les gymnotes, l'anguille électrique est classée dans un autre genre. Certains auteurs la classent dans une famille à part, les Electrophoridae.

## Descriptions historiques

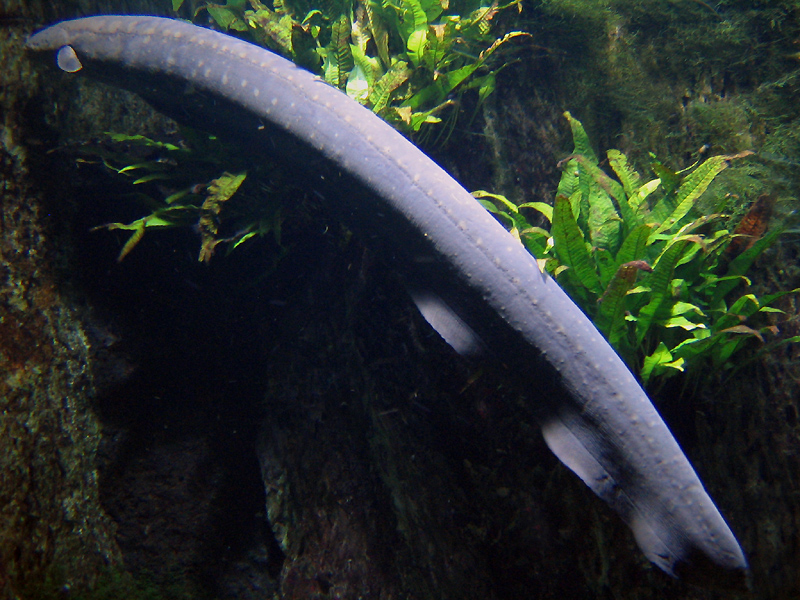
Gymnote

Jean Richer, astronome de l'Observatoire de Paris envoyé en Guyane française en 1672 décrit sans avoir obtenu son nom, une « anguille grosse comme la jambe », qui « engourdit tellement le bras & la partie du corps qui lui est la plus proche, que l'on demeure pendant environ un quart d'heure sans pouvoir le remuer »,.
Alexander von Humboldt fit une description saisissante de sa rencontre avec des Gymnotes lors de sa célèbre expédition en Amérique du Sud, au début du XIXe siècle :
« La crainte des décharges d'anguille électrique est si exagérée dans la population que nous ne pûmes en obtenir aucune en trois jours. Notre guide emmena chevaux et mulets et les fit entrer dans l'eau. En cinq minutes environ deux chevaux se noyèrent. L'anguille d'un mètre soixante de long se frottait au ventre du cheval et lui donnait un choc. Mais lentement la violence du combat inégal se calma et les anguilles épuisées se dispersèrent. En un rien de temps nous eûmes cinq grandes anguilles. Après les avoir étudiées pendant quatre heures, nous eûmes jusqu'au lendemain des crampes, des douleurs aux articulations et une nausée générale ».

## Éthologie
Un comportement d'attaque avec saut hors de l'eau est parfois observé ; il a été accidentellement observé par Kenneth Catania de l'université Vanderbilt qui a noté que ces animaux se jetaient parfois hors de l'eau pour "attaquer" la jante des épuisettes utilisées pour les capturer.
Une étude publiée mi-2016 dans les Actes de l'Académie américaine des sciences, a montré que ces anguilles peuvent effectivement sauter hors de l'eau pour attaquer un animal, et que ce saut augmentait la tension électrique, rendant l'attaque nettement plus efficace. Plus l'anguille sort de l'eau, plus la décharge est violente ; dans un cas la tension électrique est passée de 10 à 300 volts. Ce comportement pourrait avoir été acquis au cours de l'évolution comme solution adaptative permettant à cette anguille de mieux se défendre durant la saison sèche amazonienne, quand elle est piégée face à un prédateur dans des zones résiduelles de faible profondeur.

## Culture populaire
- Dans Tintin et les Picaros, le capitaine Haddock est attaqué par une gymnote.

- La nouvelle The Custom of the Army de Diana Gabaldon, publiée en 2010, débute par une démonstration d'anguille électrique dans un salon londonien en 1759.
- Dans la série de jeux vidéos Street Fighter, le personnage de Blanka aurait acquis sa capacité d'envoyer des décharges électriques grâce à des anguilles.

## Recherche

### Environnement
Le Museum Aquarium de Nancy mène des recherches sur l'utilisation de gymnotes pour examiner la qualité de l'eau. En effet, la fréquence des impulsions électriques émises par un gymnote sain en milieu propre est d'une étonnante régularité. Cependant, dès que l'eau est polluée, par des résidus de pétrole par exemple, le signal se trouve perturbé.

### Technologies bioinspirées
En 2017, une équipe de chercheurs américains a élaboré des hydrogels permettant de reproduire la structure et le fonctionnement des électrocytes de l'anguille électrique. En dépit de difficultés techniques (recharge du dispositif ou faiblesse de la densité énergétique produite), ces hydrogels pourraient à terme être utilisés dans des dispositifs médicaux tels que les pacemakers.